# Большой канонический ансамбль
Большо́й канони́ческий анса́мбль — статистический ансамбль, отвечающий физической системе, которая обменивается энергией и частицами с окружающей средой, но находится с ней в тепловом равновесии.
Если термодинамическая система может обмениваться со средой частицами, а не только энергией, то со временем между системой и средой устанавливается не только тепловое равновесие, но и равновесие по составу. Равновесие по составу, однако, не сводится к равенству концентраций: например, при установлении равновесия между жидкостью и паром концентрации молекул воды в различных фазах будут оставаться разными.

## Химический потенциал
Энергия {\displaystyle E_{n}} определённого микроскопического состояния с числом частиц {\displaystyle N} зависит от {\displaystyle N}.
В случае, когда число частиц очень велико, {\displaystyle N} можно считать непрерывной величиной. Производная от энергии определяет химический потенциал {\displaystyle \mu };
{\displaystyle \mu =\left({\frac {\partial E}{\partial N}}\right)_{S,V}}
Условием равновесия системы и среды по числу частиц является равенство химических потенциалов
{\displaystyle \mu =\mu _{th}},
где {\displaystyle \mu _{th}} — химический потенциал среды (термостата).

## Распределение
Вероятность реализации определённого микроскопического состояния определяется энергией этого состояния {\displaystyle E_{n}} и числом частиц в нём:
{\displaystyle w_{n}={\frac {1}{Z}}e^{-(E_{n}-\mu N)/k_{B}T}},
где {\displaystyle Z} — статистическая сумма, {\displaystyle T} — температура, {\displaystyle k_{B}} — постоянная Больцмана.
Статистическая сумма определяется условием нормировки распределения, в данном случае включает микроскопические состояния с разным числом частиц
{\displaystyle Z=\sum _{N}\sum _{n}e^{-(E_{n}-\mu N)/k_{B}T}}.
Термодинамический потенциал большого канонического ансамбля определяется формулой
{\displaystyle \Omega =-k_{B}T{\text{ln}}\,Z}.
Термодинамический потенциал {\displaystyle \Omega } зависит от химического потенциала {\displaystyle \mu }. Среднее число частиц определяется как
{\displaystyle N=-\left({\frac {\partial \Omega }{\partial \mu }}\right)_{S,V}}.
Для термодинамического потенциала большого канонического ансамбля справедлива формула
{\displaystyle \Omega =-PV},
где {\displaystyle P} — давление, {\displaystyle V} — объём.